# Туртино
Туртино — село в Суздальском районе Владимирской области России, входит в состав Селецкого сельского поселения.

## География
Село расположено на реке Бакалейке в 11 км к юго-западу от Суздаля и в 25 км к северу от Владимира.

## История
Впервые в исторических документах село Туртино с деревянной церковью упоминается во 2-й половине XVI века (1578).
В конце XIX — начале XX века село входило в состав Теренеевской волости Суздальского уезда.
С 1929 года село являлось центром Туртинского сельсовета Суздальского района, с 2005 года — в составе Селецкого сельского поселения.
До 2012 года в селе действовала Туртинская основная общеобразовательная школа.

## Население
| 1859 | 1897 | 1905 | 1926  | 2002 | 2010 | 2021 |
| ---- | ---- | ---- | ----- | ---- | ---- | ---- |
| 674  | ↗773 | ↗936 | ↗1002 | ↘491 | ↘485 | ↘420 |

## Инфраструктура
В селе имеются дом культуры, медпункт, отделение почтовой связи, магазин.

## Известные жители
- Данилов, Леонид Иванович (1927—1994) — изобретатель, Заслуженный машиностроитель РСФСР.

## Достопримечательности
В селе находится каменная пятиглавая церковь Иоанна Богослова (1820), построенная на средства прихожан на месте древнего деревянного храма и представляющая собой интереснейший памятник архитектуры. Здание сильно пострадало в годы Советской власти, утрачены многие декоративные элементы отделки. Для полного восстановления храма его приход в настоящее время не имеет денежных средств.
17 декабря 2007 года на телеканале «Культура» в цикле «Другое Золотое кольцо» было рассказано о нелёгкой судьбе храма в селе Туртино.